# RatDVD
ratDVD (real advanced technology Digital Versatile Disc) és un tipus d'arxiu altament comprimit amb capacitat per a emmagatzemar tots els continguts d'una pel·lícula de DVD en un sol arxiu de mida reduïda. Els arxius creats en format ratDVD acostumen a tenir una mida d'entre 1 i 2 GB, preservant totes les característiques del DVD original: menús de navegació, extres, pistes en V.O., formats de video (16:9, 4:3). Actualment, només està disponible pel sistema operatiu Microsoft Windows.
ratDVD funciona descomprimint el contingut del fitxer .ratDVD en memòria i utilitzant un reproductor de DVD compatible amb DirectShow.
ratDVD va ser una versió preliminar del paquet comercial fluxDVD. Encara que ratDVD contenia les eines que permetien a un usuari final crear els seus propis DVDs, aquesta funció va ser eliminada de fluxDVD, permeten només als distribuïdors fer i vendre arxius tipus fluxDVD.
ratDVD està disponible en diversos idiomes, entre ells el català.

## Història
RatDVD, en els seus inicis, va ser desenvolupada per estudiants de la Universitat d'Aarhus (Dinamarca) i de la Universitat de St. Petersburg State Electrotechnical University "LETI" (Rússia), liderat per Peter Jensen, amb la finalitat de passar pel·lículas en format DVD a un únic arxiu altament comprimit, per a facilitar el seu emmagatzemament i intercanvi a través de xarxes P2P o P2M, gràcies a la seva mida reduïda en comparació amb el format original.

### Compatibilitat
ratDVD està dissenyat per a funcionar exclusivament dins de Windows.
- Els ratDVDs segueixen un format Zip que pot descomprimir-se amb l'eina propietària de ratDVD a un format de DVD estàndard amb totes les seves característiques originals o ser visualitzat directament en format .ratDVD en qualsevol reproductor que utilitzi les llibreries DirectShow de Windows Media Player, de les quals depèn.

L'ús del format ZIP permet integrar el seu sistema de control d'errors al format ratDVD, facilitant la seva validació en intercanvis.

### Crítiques
- ratDVD no és de codi obert, tot i que el seu creador ha dit que podria ser alliberat, "Potser sota la llicència BSD". A part d'incloure dos mòduls GPL que obliguen a que la llicència cobreixi el conjunt. L'instal·lador té opció per no incloure els mòduls GPL però aleshores no es poden reproduir els fitxers.
- ratDVD no pot utilitzar-se en plataformes diferents a Windows o amb reproductors de DVD diferents al propi.
- ratDVD ha tingut crítiques per reduir la qualitat dels arxius que comprimeix. Els crítics del format diuen que això el desqualifica com un contenidor DVD "verdader".
- Segons la pàgina de fluxdvd, tenen el format patentat, per tant, intentar seguir amb el desenvolupament de ratDVD, podria tenir conseqüències legals.